# Михаил Александрович Бонч-Брујевич
Михаил Александрович Бонч-Брујевич (рус. Михаил Александрович Бонч-Бруевич; Орел, 22. фебруар 1888 — Лењинград, 7. март 1940) је био пионир совјетске радио-технике, дописни члан АН СССР, професор Московског техничког универзитета и Лењинградског института телекомуникација, доктор техничких наука.

## Биографија
Родио се у граду Орел 21. фебруара 1888. Завршио је Кијевску трговачку школу, 1906. је постао јункер Николајевске инжињеријске школе у Петрограду. По завршетку школе у чину потпоручника служио је у Иркутску, у 2. чети везе 5. Сибирског инжињеријског батаљона. У чину поручника се 1912. уписао у Официрску електротехничку школу, после које је 1914. био именован помоћником начелника Тверске радио-станице.
У оквиру радио-станице организовао је радионицу за израду електронских цеви. Августа 1918. се са радионицом преселио и Нижњи Новгород, где је у периоду 1918-1928. руководио научно-техничким радом у Нижегородској радио-лабораторији. Године 1918. је предложио шему прекидачког уређаја који има два радна стања. Тај уређај је касније назван Тригер. Под његовим руководством је била пројектована и 1922. постављена у Москви прва радио-станица велике снаге од 12 kW (Шуховљев торањ, рус. Шуховская башня).
Од 1922. је био професор Московског техничког универзитета.
На Нижегородском универзитету је водио катедру радио-технике (до 1925) и катедру електротехнике (1926—1928).
Од 1930. до 1932. по задатку АН СССР је вршио истраживања горњих слојева атмосфере и јоносфере радио-ехо методом. Бавио се ултра-кратким таласима и њиховом практичном применом, а с тим у вези истраживао је и област радио-локације.
Од 1931. до своје смрти 1940. професор Бонч-Брујевич је био на челу катедре за теоријску радио-технику Лењинградског електротехничког института телекомуникација, водио је радио-факултет и био је заменик директора института за наставна питања. Од 1931. је био дописни члан АН СССР.
У почаст Михаилу Александровичу Бонч-Брујевичу, 8. јуна 1940. Савет народних комесара је његовим именом назвао Санкт-Петербуршки државни институт телекомуникација.

## Радови
Написао је и објавио преко 80 научних радова и књига. Патентирао је и предао индустрији око 60 производа.
- Елементи радио-технике (рус. Элементы радиотехники, ч. 1—2), Москва 1936.
- Примена електронских релеја у пријему радио-телеграфије (рус. Применение катодных реле в радиотелеграфном приеме, „Вестник военной радиотелеграфии и электротехники"), 1917.
- Предајник са електронским цевима Московске радио-телефонске станице (рус. Ламповый передатчик Московской радиотелефонной станции, „Телеграфия и телефония без проводов"), 1923.
- Електронске цеви велике снаге са спољном бакарном анодом (рус. Мощные лампы с внешним медным анодом, „Телеграфия и телефония без проводов"), 1924.
- Изучавање сложених правоуглих антена с идентичним вибраторима (рус. Изучение сложных прямоугольных антенн с идентичными вибраторами, „Телеграфия и телефония без проводов"), 1928.
- О првим експериментима у СССР у мерењу висине Хевисајдовог слоја (рус. О первых опытах в СССР по измерению высоты Хевисайдова слоя) у књизи Научно-технички зборник Лењинградског електротехничког института (рус. Научно-технический сборник Ленинградского электротехнич. ин-та связи, вып. 1), Лењинград, 1933.

## Породица
Син: Алексеј Михајлович Бонч-Брујевич, совјетски физичар, стручњак у квантној електроници и физичкој оптици, добитник Државне награде СССР (1974).